# Les Solos de Marc
Albums de Marc Lavoine
Les Duos de Marc
(2007) Volume 10
(2009)
Les Solos de Marc est un album de compilations de Marc Lavoine sorti le 15 octobre 2007 en France. Regroupant la plupart des titres importants de la carrière du chanteur, et notamment ceux non présents depuis la dernière compilation C'est ça Lavoine datant de 2001, cet album propose un titre inédit du chanteur. Cet album a paru en même temps que Les Duos de Marc qui constitue le pendant regroupant les collaborations en duo du chanteur.

## Liste des titres
| No  | Titre                                              | Auteur                                       | Durée |
| --- | -------------------------------------------------- | -------------------------------------------- | ----- |
| 1.  | Elle a les yeux revolver                           | Marc Lavoine, Fabrice Aboulker               | 3:38  |
| 2.  | Bascule avec moi                                   | Marc Lavoine, Fabrice Aboulker               | 3:41  |
| 3.  | Si tu veux le savoir                               | Marc Lavoine, Fabrice Aboulker               | 4:06  |
| 4.  | C'est la vie                                       | Marc Lavoine, Fabrice Aboulker               | 3:46  |
| 5.  | Je n'ai plus rien à te donner (version 45 tours)   | Marc Lavoine, Fabrice Aboulker               | 3:23  |
| 6.  | Rue Fontaine (version 45 tours)                    | Marc Lavoine, Fabrice Aboulker               | 3:56  |
| 7.  | Toutes mes excuses (Chère amie) (version 45 tours) | Marc Lavoine, Fabrice Aboulker               | 4:06  |
| 8.  | Paris                                              | Marc Lavoine, Fabrice Aboulker               | 3:52  |
| 9.  | C'est ça la France                                 | Marc Lavoine, Jean-Claude Arnault            | 4:20  |
| 10. | Petit à petit feu                                  | Marc Lavoine, Alain Lanty                    | 4:23  |
| 11. | Les Tournesols                                     | Marc Lavoine, Michel Cœuriot                 | 4:09  |
| 12. | J'use mes souliers                                 | Marc Lavoine, Richard Mortier                | 3:52  |
| 13. | J'écris des chansons                               | Marc Lavoine, Jean-Jacques Goldman           | 4:15  |
| 14. | Le Pont Mirabeau                                   | Guillaume Apollinaire, Marc Lavoine          | 3:20  |
| 15. | J'aurais voulu (single mix)                        | Marc Esposito, Marc Lavoine, Bedřich Smetana | 3:43  |
| 16. | Toi mon amour                                      | Marc Lavoine, Christophe Casanave            | 3:37  |
| 17. | Je me sens si seul                                 | Marc Lavoine, Jean-François Berger           | 3:06  |
| 18. | Tu m'as renversé                                   | Pierre Grillet, Marc Lavoine                 | 2:34  |
| 19. | Ne m'en veux pas de t'en vouloir                   | Daniel Darc, Frédéric Lo                     | 3:37  |
| 20. | Ma solitude                                        | Georges Moustaki                             | 4:12  |

## Classement
| Pays                 | Charts             | Meilleure position |
| -------------------- | ------------------ | ------------------ |
| Belgique francophone | Ultratop 40        | 22                 |
| Suisse               | Swiss Music Charts | 91                 |